# Liometopum
Genre
Synonymes
- Poneropsis Heer, 1867[2]

Liometopum est un genre de fourmis. 
Les escamoles sont les larves des fourmis du genre Liometopum utilisées dans la cuisine mexicaine.

## Liste d'espèces
Selon BioLib (27 avril 2019) :
- Liometopum antiquum Mayr, 1867
- Liometopum apiculatum Mayr, 1870
- Liometopum brunascens (Heer, 1867) †
- Liometopum crassinervis (Heer, 1850) †
- Liometopum croaticum (Heer, 1850) †
- Liometopum escheri (Heer, 1867) †
- Liometopum globosum (Heer, 1850) †
- Liometopum imhoffi (Heer, 1850) †
- Liometopum lindgreeni Forel, 1902
- Liometopum longaevum (Heer, 1850) †
- Liometopum luctuosum Wheeler, 1905
- Liometopum masonium (Buckley, 1866)
- Liometopum microcephalum (Panzer, 1798)
- Liometopum miocenicum Carpenter, 1930 †
- Liometopum occidentale Emery, 1895
- Liometopum oligocenicum Wheeler, 1915 †
- Liometopum orientale Karavaiev, 1927
- Liometopum pallidum (Heer, 1867) †
- Liometopum rhenana (Meunier, 1917) †
- Liometopum scudderi Carpenter, 1930 †
- Liometopum sinense Wheeler, 1921
- Liometopum stygium (Heer, 1867) †
- Liometopum venerarium (Heer, 1864) †
- Liometopum ventrosum (Heer, 1850) †

## Publication originale
- (de) Gustav L. Mayr, Die Europäischen Formiciden : nach der analytischen methode bearbeitet, Vienne, Inconnu, 1861, 48 p. (OCLC 14762672, DOI 10.5962/BHL.TITLE.14089, lire en ligne).